# Элвис и Никсон
«Э́лвис и Ни́ксон» (англ. Elvis & Nixon) — американский кинофильм в жанре комедийной драмы с элементами сатиры, рассказывающий об обстоятельствах реальной встречи «короля рок-н-ролла» Элвиса Пресли с президентом США Ричардом Никсоном, произошедшей 21 декабря 1970 года в Овальном кабинете Белого дома. Главные роли исполнили Майкл Шеннон, Кевин Спейси, Алекс Петтифер, Колин Хэнкс и Эван Питерс.
Фильм получил довольно положительные отзывы критиков, оценивших игру актёров и мягкую сатиру, но провалился в прокате.

## Сюжет
Легендарный рок-музыкант Элвис Пресли раздражается от повышающегося в стране культа наркотиков, движения хиппи и Партии Чёрных Пантер. В гневе расстреляв из пистолета собственный телевизор, он решает немедленно вылететь в Вашингтон и попросить у президента Ричарда Никсона звание почётного агента УБН, дабы следить за ситуацией изнутри. В аэропорту он своим появлением вызывает смущение у кассира Маргарет, которая принадлежит к плеяде его фанатов. Она уже готова его пропустить, но замечает, что он взял с собой пистолет. А когда Элвис наивно сообщает, что у него есть ещё один в сапоге и что на оба у него разрешение, ей приходится позвонить в службу безопасности аэропорта. По совету своего друга Джерри Шиллинга, Элвис выбирается из допросной комнаты, сделав совместное фото с детьми начальника аэропорта.
Позже он всё-таки вылетает в Вашингтон, где к нему присоединяется Джерри. Они напрямую приезжают к Белому дому и оставляют там написанное от руки письмо Элвиса с его просьбой. Представители штаба президента не воспринимают всерьёз саму идею Пресли, но решают ради лишнего пиара президенту устроить им встречу. Никсон соглашается, хотя внутренне раздражается, считая предложение Элвиса просто пиар-трюком.
До встречи Элвис проводит время с Джерри и немного гуляет по городу, делясь тем, что уже прилично устал от навязанного ему публикой образа: почти все воспринимают его не как живого человека, а как предмет обстановки. «Я надеваю кольца, очки, и превращаюсь в вещь. Я становлюсь предметом. Когда ты входишь в комнату, все видят тебя. Джерри. А когда я вхожу в комнату, люди вспоминают первый поцелуй под одну из моих песен фоном. А некоторые вспоминают, как девушки их бросили, когда увидели „Голубые Гавайи“. Но они не видят меня: парня из Мемфиса в штате Теннеси».
Наконец встреча происходит. И вскоре после её начала Никсон полностью меняет отношение к Элвису, не только осознав всю серьёзность его просьбы, но и поняв, что у них на самом деле много общего: оба сами себя сделали, пришли из простых семей, добились успеха упорным трудом и разочаровались американской культурой, которую больше не понимают. Разойдясь на хорошей ноте, Элвис и Никсон позируют для знаменитой фотографии.

## В ролях
- Майкл Шеннон — Элвис Пресли
- Кевин Спейси — президент Ричард Никсон
- Алекс Петтифер — Джерри Шиллинг
- Джонни Ноксвилл — Сонни Уэст
- Колин Хэнкс — Бад Крог
- Эван Питерс — Дуайт Шапен
- Тэйт Донован — Гарри Робинс Холдеман
- Скай Феррейра — Шарлотта
- Эшли Бенсон — билетный кассир Маргарет
- Поппи Делевинь — стюардесса

## Производство

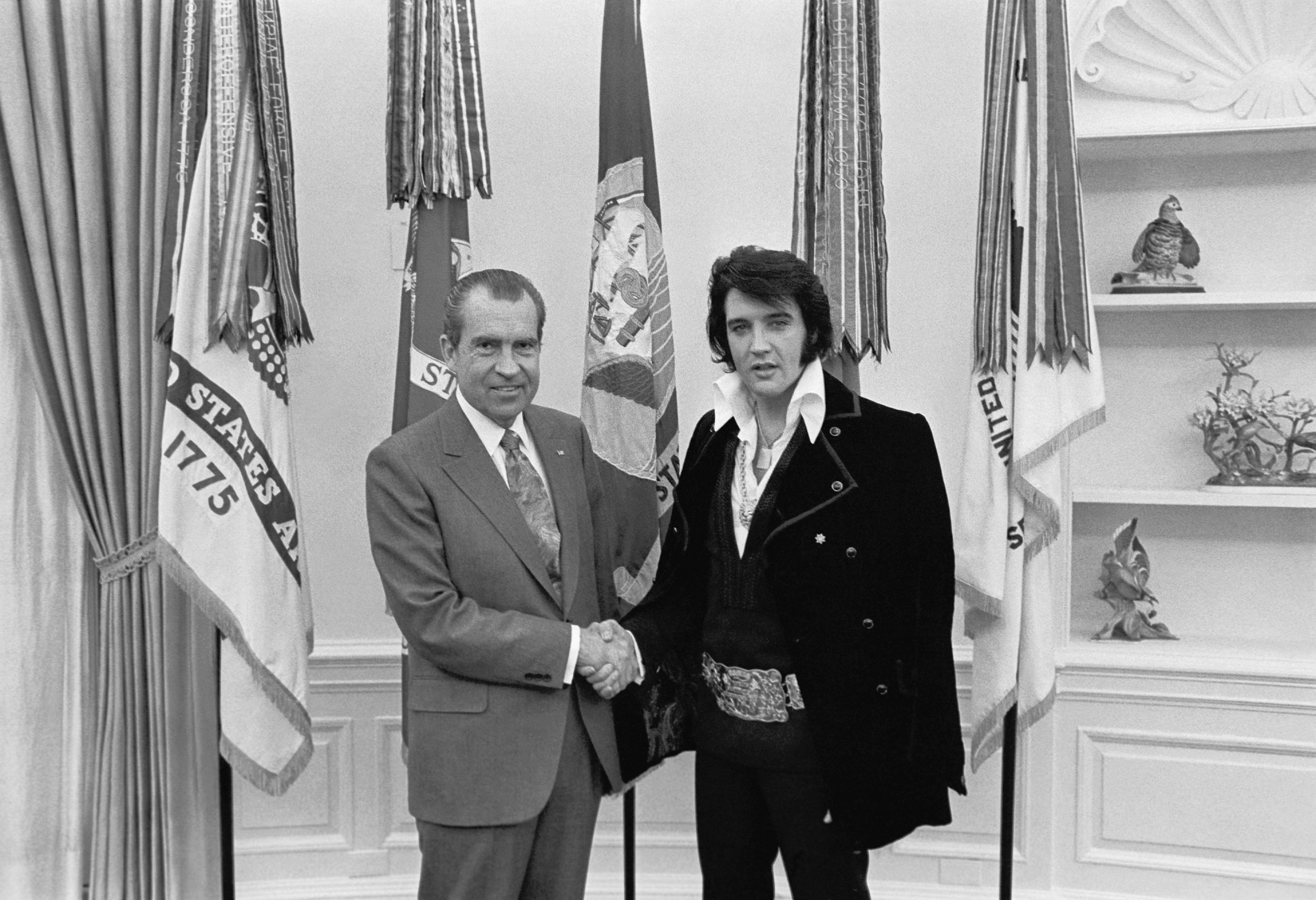
Настоящая фотография Пресли и Никсона, сделанная в Белом доме 21 декабря 1970 года.

Производство фильма стало известно вместе с объявлением о кастинге Майкла Шеннона и Кевина Спейси на роли Элвиса Пресли и Ричарда Никсона 5 ноября 2014 года. Съёмки начались 12 января 2015 года и проходили в Новом Орлеане, Шривпорте и Лос-Анджелесе.
Один из сценаристов фильма, Джоуи Сагал, ранее сам играл роль Пресли в театре и на телевидении, а в детстве и встречал его лично: отец Джоуи, Борис Сагал, был режиссёром фильма «Счастлив с девушкой».

## Отзывы
В целом фильм получил положительные отзывы критиков: на Rotten Tomatoes его рейтинг составляет 77 % на основе 151 рецензии. Общий консенсус сайта о фильме: «Элвис и Никсон» пусть и не особо расширяет свой абсурдно-иконный фотографический первоисточник, но он редко отпускает от себя благодаря талантливому дуэту в главных ролях". На сайте Metacritic рейтинг фильма составляет 59 процентов на основе 37 рецензий, что означает «смешанный или средний приём».